# Jimmy Wululu
Jimmy Wululu est un artiste aborigène australien né en 1936.

## Biographie
Il commence la peinture sur écorce à la fin des années 1970 avec David Malangi. Son style, composé de chevrons et de hachures géométriques orne les tronc d'arbres sculptés et évidés qui reçoivent ensuite les ossements des défunts, dans les cérémonies de ré-inhumation. Avec d'autres artistes de cette tradition comme David Malangi, David Daymirringu (1922-1999) et George Malibir (1934-1998), il participe à la réalisation du Mémorial aborigène comprenant 200 de ses arbres-cercueils. Ce monument de la culture aborigène contemporaine est réalisé en 1988 par quarantaine-trois artistes aborigènes pour le bicentenaire de l'Australie en 1988. L’œuvre d'art sera exposée à la Biennale de Sydney et conservé à la  Galerie nationale d'Australie. L'année suivante, Wululu expose une quinzaine de ses poteaux funéraires aux Magiciens de la terre, conservés ensuite à la Janes Holmes à Court Collection. Il réalise par la suite plusieurs bas-reliefs en sable. En 1998 il participe une nouvelle fois à la Biennale de Sydney où il expose une œuvre d'art intitulée Bonggu, Waterhole.